# Acadèmia Militar de Nova York
New York Military Academy (NYMA) (en català: Acadèmia Militar de Nova York), és una acadèmia militar privada creada en l'any 1889 a prop de la vila de Cornwall-on-Hudson a l'estat de Nova York, NYMA està situada a uns 10 quilòmetres de l'Acadèmia Militar de West Point.

## Localització
L'acadèmia es troba prop de les muntanyes Hudson, als peus de la muntanya Storm King, just a l'oest del riu Hudson i 6 milles (10 km) al nord de West Point. NYMA està aproximadament a 60 milles (97 km) al nord de la ciutat de Nova York, al voltant d'una hora en cotxe. NYMA està en la regió de la Vall d'Hudson, i s'hi pot accedir amb ferrocarril, transport públic i automòbil.

## Història
NYMA té una llarga història com a escola militar. El centre admet a alumnes de la zona metropolitana de Nova York, a estudiants d'altres estats, i a alumnes d'altres països del món. NYMA va ser fundada l'any 1889 per Charles Jefferson Wright, un veterà de la guerra civil americana i exmestre d'escola de Nova Hampshire que creia que una estructura militar podia oferir el millor entorn per a l'assoliment acadèmic, una filosofia que segueix l'escola actualment. El successor de Wright, Sebastian Jones, va presidir l'acadèmia de 1894 fins a 1922, guiant durant el seu període més crític, el creixement d'una institució jove i petita de 48 cadets. En l'any 1910, va haver un desastrós incendi, seguit d'un llarg període de reconstrucció. El campus es va ampliar de 30 acres (12 hectàrees) fins a un màxim de 550 acres (220 hectàrees). Actualment, son admesos els estudiants de setè grau fins a dotzè grau.
La matriculació, va assolir un màxim de 525 estudiants durant els anys 60 del segle xx. Les noies han estat admeses des de l'any 1975. NYMA és membre de l'Associació de Col·legis i Escoles Militars dels Estats Units, així com de diverses associacions escolars. El President dels Estats Units, Donald Trump, es un antic alumne de NYMA.